# Sandro Masci
Sandro Masci (Roma, 10 marzo 1959) è un cuoco, saggista e giornalista italiano.

## Biografia
Sandro Masci inizia a lavorare come critico gastronomico collaborando con Guida dell'Espresso e la Guida dei Bar, per poi scrivere per riviste nazionali come Giochi Magazine e Realtime, con articoli dedicati al settore culinario. 
Durante gli anni universitari, Masci ha incontrato Federico Umberto D'Amato, il quale scriveva nel settore gastronomico con lo pseudonimo "Gault et Millau" e curatore della Guida dell'Espresso, con il quale studia la storia e le tradizioni gastronomiche. Gli studi proseguono in Francia, presso la scuola parigina del Maestro chocolatier Auguste Lenôtre e la formazione con Paul Bocuse a Lione.
In Italia, è stato docente nelle scuole di cucina del Gambero Rosso di Roma e di Napoli. Oltre ad aver insegnato in queste scuole, è stato anche il co-fondatore e resident chef di Les Chefs Blancs, scuola di cucina e pasticceria professionale e amatoriale a Roma ed è il fondatore della scuola di cucina Chef Master School.
Negli anni '90 è stato vice direttore editoriale per il periodico Events & Stars, di cui redige anche alcuni articoli e vice capo redattore per il periodico Elite di Newton Periodici.
Masci ha partecipato a degli eventi culinari, sia come giudice che come chef. Dal 2011 fa parte del panel di degustazione dei 10 migliori panettoni artigianali e nel 2023 per le migliori acque naturali, entrambe di Gambero Rosso. Nel 2019 è stato anche giudice per il Mayonnaise Contest, durante l’evento Extravirgin Explosion IVe partecipa dal 2015 al Taste of Roma.
In ambito letterario, ha pubblicato dei libri dedicati alla cultura culinaria e alla storia della gastronomia, tra cui Il Galateo della Tavola, Leonardo da Vinci e la cucina del Rinascimento, Crudo e Mangiato e Il Mangiamondo.
Sul suo libro "Leonardo da Vinci e la cucina del Rinascimento" il Museo del Louvre cita:

## Opere
- Il Vino. Edizioni Solaris, 2003 ISBN 9788872121764
- Il bon ton in quattro e quatrotto. Il Minotauro, 2004. ISBN 8879449117
- Leonardo da Vinci e la cucina rinascimentale. Gremese Editore, 2006. ISBN 88-8440-434-7
- Crudo e Mangiato. Newton Compton Editori, 2010 ISBN 9788854114883
- Crudo in Tavola. Giunti Editore, 2012 ISBN 9788854018334
- Menu per tutte le occasioni. Newton Compton Editori, 2013 ISBN 8854170992
- Il Galateo della Tavola. Edizioni Sonda, 2014. ISBN 978-8864424033
- Il Mangiamondo. Newton Compton Editori, 2014 ISBN 9788854143258
- Il Libro Muto. Booksprint Edizioni, 2019 ISBN 88-567-9646-5

Traduzioni in altre lingue
- Leonard De Vinci et la cuisine de la Renaissance: Scénographies, inventions et recettes. Gremese Editore, 2006. ISBN 8873016278
- toutCRU! Giunti Editore, 2012 ISBN 9788861124134
- simplyRAW! Giunti Editore, 2012 ISBN 9788854406599

## Premi e Riconoscimenti
- Premio Speciale della Giuria per l'articolo "La Pasta: una lunga storia". "Premio del Museo" III^ Edizione 1994, indetto dal Museo Nazionale delle Paste Alimentari - Sezione giornalismo periodici, presso il Teatro Salone Margherita "Il Bagaglino"
- Premio Un libro da... gustare per il suo libro "Crudo & Mangiato" . Gusta Minori Corporation 2010.[21]
- Premio Panettone Roma - I Edizione 25 novembre 2023, indetto da Confesercenti e Accademia della Cultura Enogastronomica 2023.[22]